# Beckiella foveolata
Beckiella foveolata är en kvalsterart som beskrevs av Balogh och Sandór Mahunka 1969. Beckiella foveolata ingår i släktet Beckiella och familjen Dampfiellidae. Inga underarter finns listade.